# Charsadda
Charsadda es una localidad de Pakistán, en la provincia de Khyber Pakhtunkhwa.

## Historia
El 20 de enero de 2016, un atentado en la Universidad Bacha Khan dejó más de una veintena de muertos. La acción fue reivindicada por una facción del Movimiento de los Talibanes Pakistaníes, aunque el grupo lo negó.

## Demografía
Según estimaciones de 2010, contaba con 105 414 habitantes.